# ヒトラーに例える論証

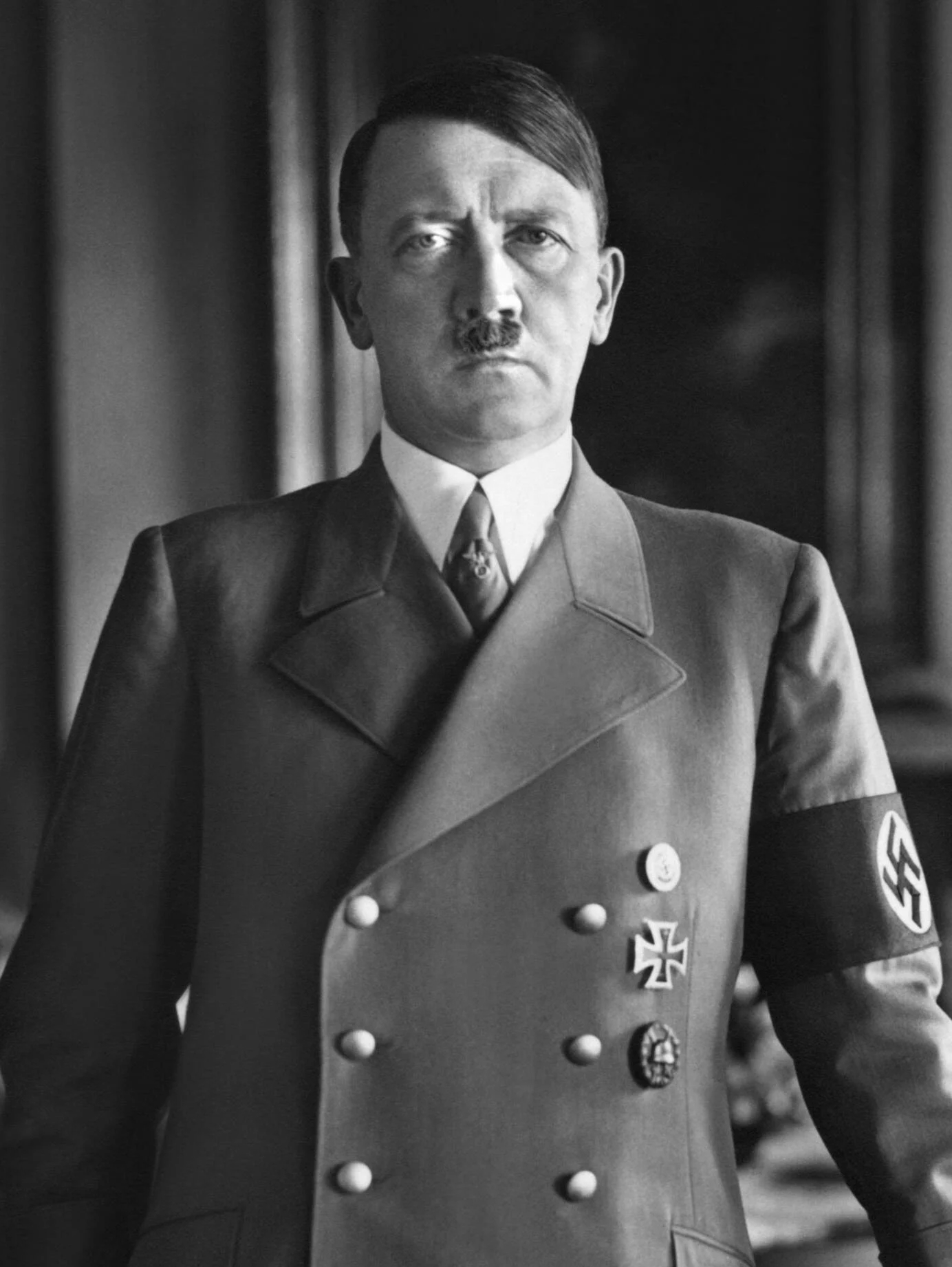
アドルフ・ヒトラー

ヒトラーに例える論証（ヒトラーにたとえるろんしょう、ラテン語: Reductio ad Hitlerum）とは、アドルフ・ヒトラーやナチスと同じ見解を持っていることを根拠に、相手の信憑性を貶めようとする論証である。「ナチスカードを用いる（英語: playing the Nazi card）」という言い回しでも知られている。例えば、ヒトラーが反タバコ運動をしていたことをもって、嫌煙家はヒトラーやナチスの同類であると示唆するようなものが挙げられる。
この言葉は1953年にレオ・シュトラウスによって造語されたものであり、論理学（あるいは修辞学）の帰謬法（reductio ad absurdum、不条理への紐付け）から名前を借用したものである。悪人と関連付けることを主張の根拠とする。このような比較は相手の気をそらして怒らせる傾向があり、しばしば議論を脱線させるための戦術として用いられる。

## 誤謬の側面
関連付けの誤謬（Association fallacy）の一種である。この論証は、ある政策や事柄がアドルフ・ヒトラーや第三帝国が実施や提唱したものと、同じまたは関連していることを持ち出して、元の事柄が望ましくないものであると「証明」するものである。
もう1つの例は、「あなたは知ってるか?」というような切り出しで、ヒトラーも同様の考えや行動を行っていたことを示唆し、暗黙的に特定の考えや行動を批難するものがある。例えば、タバコの規制に関する議論で、嫌煙家に「あなたはナチスも反タバコ運動を行っていたことを知っているか？」と質問することで、直接的には「禁煙運動はナチスと同じだ」などとレッテルを貼っていなくても、言外に禁煙運動はナチズムに基づくという印象を抱かせている。
ただし、議論を脱線させるようなことはなく、議論の筋道をわかりやすくするような目的でヒトラーやナチスに言及することは、ヒトラーに例える論証とは見なされない。

## 歴史
「ヒトラーに例える論証（reductio ad Hitlerum）」というフレーズの初出は、シカゴ大学のレオ・シュトラウスが1951年春に「Measure: A Critical Journal」誌で用いたものであり、広く知られるようになったのは同著者の1953年に出版された『Natural Right and History（自然権と歴史）』の第2章による。
このフレーズは帰謬法（reductio ad absurdum）と呼ばれる古典的な論証法に由来している。変異論証（argumentum variant）は、対人論証（argumentum ad hominem）のような古典的な誤謬の名前からその形を取っている。ナチス化（ad Nazium variant）は、嫌悪論証（argumentum ad nauseam）からさらにユーモラスに派生したものかもしれない。

### 前例

エジプト王国におけるファラオ

現代においては一般にヒトラーが引き合いに出されるが、この手の論理的誤謬は、第二次世界大戦以前から存在しており、純粋な悪の代名詞として引用される歴史上の人物は他にもいる。
18世紀から20世紀初頭にかけては、『出エジプト記』のファラオは、歴史上最悪の人物として一般に見られていた。アメリカ南北戦争の前年には、奴隷廃止論者は奴隷所有者のことを現代のファラオと侮蔑していたし、戦争中は南軍の一部でリンカーンのことを「現代のファラオ」と呼ぶ者もいた。ナチスドイツが破れた後でも、ファラオはキング牧師の演説の中によく登場した。イスカリオテのユダやポンテオ・ピラトもまた、純粋な悪人の代名詞的存在であった。しかし、普遍的な価値観としてのヒトラーのような人物は存在せず、地域や時代によって変わっていった。アメリカ独立後の数年間は、アメリカではしばしばジョージ3世が悪人の代表的存在であった。第7代アメリカ合衆国大統領のアンドリュー・ジャクソンは（その王のような独裁的手法を踏まえて）アンドリュー1世と揶揄された。

## 誤謬か否か
ホロコーストに関する著書もある歴史家のダニエル・ゴールドハーゲンは、ヒトラーやナチスとの比較がすべて論理的な誤りではないと主張している。彼は著書『普通のドイツ人とホロコースト――ヒトラーの自発的死刑執行人たち』の中において、当時にホロコーストに加担したり、積極的に参加した多くの者たちや、その後のファシスト運動やネオナチ運動に参加した多くの者たちが、非難から逃れたり、ホロコースト的な側面を否定するのに、歴史的な物語を改編しようとしてきたと述べている。反ユダヤ主義ではないかという批判に対し、それはヒトラーに訴える論証だと反論するのは、イギリスのホロコースト否定論者であるデイヴィッド・アーヴィングにも見られる。
ヒトラーに例える論証に基づく主張は、実際にその主張が正しいかどうかに関わらず、政治的な対立者を貶めるためのテクニックとして用いられている側面がある。2000年にトーマス・フレミングは、自身の反対派がヒトラーに例える論証を用いていると批判した。

## 実例
1991年、マイケル・アンドレ・バーンスタイン（Michael André Bernstein）は、クラウンハイツ暴動後にルバビッチ派（ユダヤ教の一派）のコミュニティが、ニューヨークタイムズ紙に「今年の『水晶の夜』は8月19日にクラウンハイツで起こった」という見出しで掲載させた全面広告について、「ヒトラーに例える論証」が用いられていると指摘した。『水晶の夜』の目撃者であるヘンリー・シュワルツは、ニューヨークタイムズ上で「（クラウンハイツ暴動において）反ユダヤ的スローガン、および街頭での人々の暴力的行動がどんなに醜いものであったとしても（中略）『水晶の夜』は間違いなく起こらなかった出来事の一つであった」と述べている。
『The American Conservative』は、ジョナ・ゴールドバーグの著書『リベラル・ファシズム』が当該誤謬を用いていると批判した。

### 欧米
2018年3月、英国外務大臣のボリス・ジョンソンは元スパイの毒殺未遂をめぐって、「アドルフ・ヒトラーが1936年のベルリン五輪でやったのと同じように、サッカーＷ杯を利用しようとしている」という下院議員の意見に同調して、プーチン大統領を批判した。
2021年1月、ワシントン・ポスト紙は、2021年アメリカ合衆国議会議事堂襲撃事件について、ドナルド・トランプとその支持者を、ヒトラーが1923年に起こしたミュンヘン一揆と対比して論評した。。
2025年、ロンドン市内にイーロン・マスクやテスラモーターズをヒトラーやナチスに見立てた広告が大量に掲示された。

### 日本
2002年1月、社民党の福島瑞穂幹事長は山形市での講演で「小泉純一郎総理はヒトラーに似ている」と批判。
2009年10月、自民党の谷垣禎一総裁は 鳩山由紀夫内閣の所信表明演説について、「ヒトラー・ユーゲントとかね、ヒトラーの演説に賛成している印象を受けた」と批判。
2011年6月、自民党の石原伸晃は 菅直人内閣について、「共産主義の危機をあおり立て、その不安につけ込んで権力の座を掌握した独裁者ヒトラーと、どこが違うのでしょうか。」と批判。
2012年3月、読売新聞の渡邉恒雄会長は、大阪市長の橋下徹が「選挙では国民に大きな方向性を示して訴える、政治はある種の白紙委任」と朝日新聞のインタビューに答えたことに関して「ヒトラーを想起」すると発言した。
2012年3月、自民党の谷垣禎一総裁は「大阪維新の会」について、「戦前に日本軍部やヒトラー、ムッソリーニが台頭した際を想起させる」と批判した。
2012年6月、大阪市長の橋下徹が民主党の消費税増税の方針について、「今回の話は完全な白紙委任で、ヒトラーの全権委任法以上だ」と批判した。
2015年11月、自民党の中山泰秀が大阪市長の橋下徹について、「安物のヒトラーに乗っ取られている場合じゃない。新しいリーダーをつくりましょう」と批判した。
2015年11月、自民党の西田昌司は、「ここ最近、橋下徹がヒトラーに見えてきました。私は眼科検診を受けるべきでしょうか？」との質問に対して、「ヒットラー戦略そのものをやっておられる。正しく見えている。」と発言。。
2021年5月、国民民主党の足立信也は、橋本聖子と丸川珠代に対して、「選挙で選ばれた国会議員が組織委員会の会長をやるというのはヒトラー以来なんですよ。あり得ないんですよ」と批判。。
2022年1月、元首相の菅直人が日本維新の会について、橋下徹らの弁舌が「極めて歯切れが良く、直接話を聞くと非常に魅力的な弁舌の巧みさ」があるとし、その政治スタンスや政治的主張は別とした上で、「ドイツで政権を取った当時のヒットラーを思い起こす」とのツイートを行った。これに対し、日本維新の会は菅の所属する立憲民主党に抗議をした。